# Alessandra Korap
Alessandra Korap (Itaituba, Pará, 1985), conhecida como Alessandra Munduruku, é uma líder indígena e ativista socioambiental, da etnia munduruku, o povo mais numeroso da região do Médio Tapajós, no Pará, com aproximadamente 10.000 pessoas. Alessandra Munduruku atua fortemente na defesa pela demarcação do território indígena e pela proteção dessa terra, denunciando a exploração e atividades ilegais do garimpo, mineração e da indústria madeireira. Alessandra é reconhecida internacionalmente pelo trabalho frente às pautas socioambientais. Em 2020, recebeu o Prêmio Robert F. Kennedy de Direitos Humanos, nos Estados Unidos e, em 2023, foi homenageada com uma das premiações ambientais mais importantes do mundo, o Prêmio Goldman, considerado o “Nobel” do meio ambiente. 

## Biografia
Desde jovem, Alessandra se interessa pela política e participava de reuniões do conselho de sua aldeia, em um tempo em que não era comum a participação das mulheres nessa esfera de articulação. Com a progressiva invasão das terras indígenas e a perda de seus direitos, passou a se envolver mais no ativismo. Em 2019 mudou-se para Santarém para cursar direito pela Universidade Federal do Oeste do Pará (UFOPA), e se preparar para as lutas reivindicatórias.
A liderança munduruku se destaca como advogada dos interesses dos povos indígenas contra a invasão de suas terras por mineradoras e garimpeiros. Foi a primeira mulher a liderar a Associação Indígena Pariri, que reúne dez aldeias na região do Médio Tapajós, no Pará. Uma das principais consequências da exploração desse território para as vidas indígenas no Médio Tapajós, denunciada por Alessandra, é o impacto do mercúrio usado de forma indiscriminada em atividade de garimpo. Um estudo realizado pela Fiocruz em parceria com o WWF-Brasil indicou que todos os participantes da pesquisa apresentavam índices de contaminação. De cada dez participantes, seis apresentaram níveis de mercúrio acima de limites seguros: cerca de 57,9% dos participantes apresentaram níveis de mercúrio acima de 6µg.g-1 – que é o limite máximo de segurança estabelecido por agências de saúde.
Em 2019, chegou a discursar para mais de 270 mil pessoas no Portão de Brandemburgo, em Berlim.
Em 2020, ganhou reconhecimento internacional ao receber o Prêmio Robert F. Kennedy de Direitos Humanos, sendo a segunda pessoa brasileira a receber o prêmio. Na justificativa da premiação, foi dito que, "como liderança, Alessandra defende os direitos indígenas, principalmente na luta pela demarcação dos territórios indígenas e contra grandes projetos que afetam terras indígenas e territórios tradicionais na região do Tapajós" Na ocasião, John Kerry, enviado especial do presidente norte-americano Joe Biden, fez o discurso principal:
"O povo munduruku no Brasil é guerreiro de muitas formas diferentes. Tem resistido ativamente à pressão constante, violenta, ilegal e, às vezes, patrocinada pelo Estado, de madeireiros e mineradores para explorar suas terras. Alessandra, você falou e continua a falar a verdade ao poder. E é extraordinária a maneira como você luta pelos pulmões do planeta, a maneira como você luta para proteger nossa terra e por todos os bens comuns que precisamos nos esforçar para salvar".
Ao receber a premiação, Alessandra declarou que "o prêmio não é apenas para mim, é pela luta do povo munduruku e de outros povos da floresta que pedem socorro, que gritam, mas não são ouvidos". Também trabalha para minimizar o impacto da pandemia de covid-19 entre os indígenas.
Em 2020, a Fundação Oswaldo Cruz, representada pela Escola Politécnica de Saúde Joaquim Venâncio, através do seu podcast, entrevistou Alessandra Korap. Alessandra Korap e Andrey Moreira Cardoso, médico e pesquisador da Escola Nacional de Saúde, dialogaram sobre as principais diferenças entre o coronavírus e a gripe comum, os seus sintomas e sobre como as comunidades indígenas deveriam agir mediante o contexto pandêmico.
Em 2021, entrevistada pelo Museu da Pessoa para o projeto  “Indígenas pela Terra e Vida”, Alessandra falou sobre vários momentos de sua vida, tanto pessoais como o início do ativismo pelos direitos indígenas. Rememora o avô, a infância com os irmãos, como quando assavam castanhas na beira do rio; a invasão do garimpo nas terras pertencentes ao seu povo; as primeiras viagens internacionais que fez, como ao México, à França e à Alemanha. Ao final, Alessandra afirmou, quando questionava sobre como enxergaria a situação do povo Munduruku naquele ano, que era necessário mais informação, pois a falta da mesma geraria uma divisão dentro das aldeias, fazendo com que muitos acabassem ficando do lado do garimpo, porém continuariam lutando pelo seu território.

Em 2023, Alessandra Korap Munduruku se tornou a segunda mulher brasileira a receber o prêmio Goldman Environmental, o mais importante para ativistas ambientais, concedido desde 1989.
“É um reconhecimento da luta de todo o meu povo, de todas as mulheres que não conseguiram chegar até aqui. Não quero ser vista e ouvida depois que eu estiver morta”. Alessandra Korap à DW, dias antes de receber o prêmio nos Estados Unidos.
Alessandra foi escolhida para a premiação por conta de sua dedicação e liderança na luta do povo Munduruku pela defesa de seu território contra o garimpo ilegal, em especial pela campanha contra a atuação da empresa britânica de mineração Anglo American, que pretendia extrair cobre no território indígena Sawré Muybu, no Pará. Devido à pressão, a empresa retirou em 2021 os 27 pedidos de pesquisa feitos à Agência Nacional de Mineração (ANM). Desses, 13 impactavam diretamente o território dos Munduruku.

Também em 2023, foi homenageada com o troféu Hors Concours, do Prêmio Inspiradoras 2023, realizado por Universa Uol e Instituto Avon. O prêmio reconhece mulheres que se destacam na luta para transformar a vida de outras brasileiras. No palco do evento ela aproveitou o momento para fazer um alerta sobre as mudanças climáticas:
"A floresta está sentindo dores e avisando para todos nós, ricos e pobres. Ela não vai aguentar. A qualquer momento, vai morrer. E nós vamos morrer juntos. A floresta precisa da gente e está pedindo que cada um faça um pouco. Busque as informações corretas. Nós mulheres nunca vamos desistir”. Alessandra Korap.
Ela já recebeu ameaças de morte e teve sua casa invadida e roubada por conta de seu ativismo, e em 2019 um grupo de deputados federais da Alemanha solicitou ao governo brasileiro que providenciasse sua proteção. A invasão da sua casa ocorreu dez dias após sua viagem a Brasília com outros indígenas para denunciar a ação de garimpos ilegais e madeireiras e cobrar a demarcação de terras indígenas.

### O povo Munduruku
Povo de tradição guerreira, os Munduruku dominavam culturalmente a região do Vale do Tapajós, que nos primeiros tempos de contato e durante o século XIX era conhecida como Mundurukânia. Hoje, suas guerras contemporâneas estão voltadas para garantir a integridade de seu território, ameaçado pelas pressões das atividades ilegais dos garimpos de ouro, pelos projetos hidrelétricos e a construção de uma grande hidrovia no Tapajós.
Os Munduruku têm diversas lutas, mas são sobretudo os protetores do rio Tapajós e dos povos que vivem na região. Sua bandeira mais recente é pela demarcação da Terra Indígena (TI) Sawre Muybu, no rio Tapajós, no sudoeste do Pará, mas também resiste à instalação de hidrelétricas e outros grandes projetos que atropelam suas vidas e seu futuro, como a Ferrogrão, ferrovia que ligará Sinop (MT) a Mirituba (PA), com aporte financeiro inicial estimado em R$ 12,7 bilhões.
Entre 2018 e 2019, segundo o Greenpeace, o desmatamento nas terras mundurucus aumentou seis vezes. Os deputados alemãs assinaram uma carta endereçada ao presidente Jair Bolsonaro e entregue à embaixada do Brasil em Berlim, solicitando que as autoridades brasileiras instruissem os responsáveis pela investigação a iniciar uma apuração aprofundada. Na mesma carta, eles ainda manifestaram sua preocupação com a situação dos defensores dos direitos humanos no Brasil e pediram que o governo "faça da proteção destes líderes legítimos uma prioridade" e que "faça tudo o que estiver ao seu alcance para facilitar o trabalho das organizações da sociedade civil".

## Prêmios e reconhecimento
- 2020: Prêmio Robert F. Kennedy de Direitos Humanos, Estados Unidos.[35][36]
- 2020: Prêmio Taz Pantera, Berlim.[37]
- 2023: Prêmio Goldman Environmental 2023, São Francisco, Estados Unidos.[38][39]
- 2023: Prêmio Inspiradoras 2023, realizado por Universa Uol e Instituto Avon, São Paulo, Brasil.[40]Referências

1. ↑  Raposo Santos, Joana (7 de abril de 2020). «Manobra de diversão. Bolsonaro acusado de usar Covid-19 para desflorestar Amazónia». RTP Notícias. Consultado em 19 de fevereiro de 2021
2. 1 2  «Estudo analisa a contaminação por mercúrio entre o povo indígena munduruku». Fiocruz. 26 de novembro de 2020. Consultado em 19 de fevereiro de 2021
3. ↑  «Alessandra Korap Munduruku: uma trajetória de resistência». InfoAmazonia. 20 de janeiro de 2021. Consultado em 19 de fevereiro de 2021
4. ↑  «Alessandra Munduruku é agraciada com o Goldman Environmental». Terra. Deutsche Welle. 24 de outubro de 2023. Consultado em 24 de outubro de 2023
5. ↑  Discente do curso de Direito/ICS ganha prêmio Robert F. Kennedy de Direitos Humanos 2020. Portal ICS/UFOPA. 15 de outubro de 2020.
6. ↑  Fellet, João. "Muros, pedintes e venda de água: as descobertas da indígena que mudou para a cidade para entender a lei dos brancos". BBC Brasil, 14/02/2020
7. 1 2  Galvani, Giovana. "Líder indígena Alessandra Munduruku ganha prêmio de direitos humanos". Carta Capital, 13/10/2020
8. ↑  Bartaburu, Xavier (14 de novembro de 2019). «Alessandra Munduruku: "Empreendimentos são instalados dentro da nossa casa e somos os últimos a saber"». Notícias ambientais. Consultado em 24 de outubro de 2023
9. ↑  «Comissão Pastoral da Terra - Alessandra Munduruku: "Empreendimentos são instalados dentro da nossa casa e somos os últimos a saber"». www.cptnacional.org.br. Consultado em 24 de outubro de 2023
10. ↑  Pedrosa Neto, Cícero; Abreu, Adriana; Schramski, Sam. "The Amazon’s Burning Libraries". Pulitzer Center, 10/02/2021
11. ↑  "Brazilian Indigenous leader Alessandra Korap wins Robert Kennedy rights award". NBC News, 23/10/2020
12. ↑  "Alessandra Munduruku ganha Prêmio Robert F. Kennedy de direitos humanos". Amazônia - Notícia e Informação, 13/10/2020
13. ↑  Sanches, Marina. "Enquanto Bolsonaro patina em se aproximar de Biden, oposição brasileira ganha terreno com democratas". Notícias UOL, 17/12/2020
14. ↑  Boadle, Anthony. "Líder indígena brasileira ganha prêmio de direitos humanos Robert Kennedy". Reuters, 22/10/2020
15. ↑  "Vozes indígenas: a guerreira Munduruku vê a pandemia". Revista Humanitas — Unisinos, 11/11/2020
16. ↑  Venâncio, Fundação Oswaldo Cruz Escola Politécnica de Saúde Joaquim (23 de março de 2020). «As diferenças entre o coronavírus e a gripe: sintomas e como agir». Consultado em 30 de agosto de 2023
17. ↑  «Liderança indígena Alessandra Munduruku recebe prêmio Goldman após barrar mineradora». Folha de S.Paulo. 24 de abril de 2023. Consultado em 24 de outubro de 2023
18. ↑  «Folha de S.Paulo - Senadora Marina Silva ganha prêmio - 23/4/1996». www1.folha.uol.com.br. Consultado em 24 de outubro de 2023
19. ↑  «2023 Press Release». Goldman Environmental Prize (em inglês). 3 de abril de 2023. Consultado em 24 de outubro de 2023
20. ↑  «Alessandra Munduruku é agraciada com o Goldman Environmental – DW – 24/04/2023». dw.com. Consultado em 24 de outubro de 2023
21. ↑  «Alessandra Korap alerta sobre clima e marco temporal: 'Não vamos desistir'». www.bol.uol.com.br. Consultado em 24 de outubro de 2023
22. ↑  «Munduruku - Povos Indígenas no Brasil». pib.socioambiental.org. Consultado em 24 de outubro de 2023
23. ↑  «Povo Munduruku luta contra ameaças, destruição e mortes causadas pelo garimpo». Mapa de Conflitos Envolvendo Injustiça Ambiental e Saúde no Brasil. Consultado em 24 de outubro de 2023
24. ↑  «TAWÉ - Nação Munduruku». tawe.com.br. Consultado em 24 de outubro de 2023
25. ↑  «Os impactos do garimpo ilegal no território Munduruku». www.wwf.org.br. Consultado em 24 de outubro de 2023
26. ↑  Guerini, Cristina. «Povo Munduruku retoma autodemarcação da TI Sawré Muybu». www.ihu.unisinos.br. Consultado em 24 de outubro de 2023
27. ↑  Miotto, Tiago (16 de agosto de 2018). «Povo Munduruku realiza nova etapa da autodemarcação da Terra Indígena Sawre Muybu | Cimi». Consultado em 24 de outubro de 2023
28. ↑  «Fazendeiros vão bancar a Ferrogrão, orçada em R$ 12,7 bilhões». Exame. 2 de setembro de 2018. Consultado em 24 de outubro de 2023
29. ↑  «Retomada do projeto "Ferrogrão" impacta unidades de conservação e terras indígenas». Brasil de Fato. 11 de setembro de 2019. Consultado em 24 de outubro de 2023
30. ↑  «Ferrogrão afetará pelo menos 6 terras indígenas, 17 unidades de conservação e 3 povos isolados». Brasil de Fato. 6 de julho de 2023. Consultado em 24 de outubro de 2023
31. ↑  «Munduruku repudiam avanço dos estudos da Ferrogrão sem respeito ao seu Protocolo de Consulta». ISA - Instituto Socioambiental. Consultado em 24 de outubro de 2023
32. ↑  «'Ferrogrão nunca ouviu o povo Munduruku', condena cacique». Pará Terra Boa. 16 de março de 2022. Consultado em 24 de outubro de 2023
33. ↑  "Parlamentares alemães cobram de Bolsonaro proteção a líder indígena ameaçada". Deutsche Welle, 06/12/2019
34. ↑  «Parlamentares alemães cobram de Bolsonaro proteção a líder indígena ameaçada». operamundi.uol.com.br. Consultado em 19 de fevereiro de 2021
35. ↑  «Liderança indígena do Pará ganha Prêmio Robert F. Kennedy de direitos humanos». Folha de S.Paulo. 12 de outubro de 2020. Consultado em 19 de fevereiro de 2021
36. ↑  «'Não esperamos nada de positivo do governo, mas jamais vamos desistir', diz líder indígena brasileira que recebeu prêmio Robert F. Kennedy de Direitos Humanos». O Globo. 24 de novembro de 2020. Consultado em 19 de fevereiro de 2021
37. ↑  «Panter Preis 2020: Es geht nur gemeinsam». Die Tageszeitung: taz (em alemão). 17 de novembro de 2020. ISSN 0931-9085. Consultado em 8 de setembro de 2022
38. ↑  «Liderança indígena do Tapajós, Alessandra Munduruku ganha Prêmio Goldman de Meio Ambiente 2023». G1. 24 de abril de 2023. Consultado em 24 de outubro de 2023
39. ↑  «Alessandra Munduruku recebe 'Nobel' do ambientalismo por luta no Tapajós | ISA». Instituto Socioambiental - ISA. 24 de abril de 2023. Consultado em 24 de outubro de 2023
40. ↑  «Prêmio Inspiradoras: 'A cidade vai aquecer cada vez mais', diz homenageada». UOL. 21 de setembro de 2023. Consultado em 24 de outubro de 2023